# 扥渾布
扥渾布（穆麟德轉寫：tohombu；1799年—1843年），博爾濟吉特氏，字安敦，又字子元、愛山，室名瑞留堂、瑞榴堂。蒙古正藍旗人。中國清朝政治人物、詩人。

## 經歷
嘉慶二十三年（1818年）戊寅舉人。嘉慶二十四年（1819年）己卯恩科第三甲第八十三名同進士出身。分發湖南以知縣任用，署安化縣知縣。後歷署東安縣、湘潭縣知縣，補授龍山縣知縣。道光三年（1823年）起任東安縣知縣。
道光八年（1828年），調任福建，歷署福州府知府、漳州府知府、興化府知府。十三年（1833年）兼署台灣府知府，擢廣西右江道。十四年（1834年）改福建督糧道。
道光十六年（1836年），擢直隸按察使。十七年（1837年），改布政使。十九年（1839年）八月七日擢山東巡撫。
道光二十二年（1842年）五月二十日病假，十二月二十一日以病免。二十三年（1843年）病卒。

## 著作
- 《瑞榴軒詩》四卷

## 家庭及關連
- 子：金鎧、金鏞、金鑑。
- 孫：寶杰、寶樑、寶棻。